# Élection du Conseil de sécurité des Nations unies de 2010
L'élection du Conseil de sécurité des Nations unies de 2010 s'est déroulé le 12 octobre 2010 durant la 65e session de l'assemblée générale des Nations unies, qui s'est tenue au Siège des Nations unies à New York. L'enjeu du vote est le choix de cinq sièges non permanents au Conseil de sécurité pour des mandats de deux ans débutant le 1er janvier 2011.
Selon le règlement du conseil de sécurité, et de rotation des dix sièges non-permanents entre zones géographiques, les cinq sièges à pourvoir cette année sont répartis entre les continents de cette manière :
- un siège pour l'Afrique (attribué à l'Afrique du Sud) ;
- un siège pour l'Asie (attribué à l'Inde) ;
- deux sièges pour le Groupe des États d’Europe occidentale et autres États (attribués à l'Allemagne et au Portugal) ;
- un siège pour l'Amérique latine et les Caraïbes (attribué à la Colombie).

## Siège Europe occidentale et autres groupes
Trois pays ont été en liste pour obtenir un de ces deux sièges. L'Allemagne a obtenu l'un des deux sièges dès le premier tour. Cependant, le Portugal et le Canada ont eu une chaude lutte pour le second siège. Le Canada est entré tardivement dans la course. Alors qu'il a toujours obtenu le siège qu'il demandait dans le passé, cela n'a pas été le cas cette fois. Avant la tenue des résultats, les partis d'opposition au gouvernement du Canada ont fait des sortis soulignant que le Canada ne méritait pas ce siège,.